# NGC 4982
NGC 4982 في الفهرس العام الجديد، هي مجرة، تقع في كوكبة العذراء. اكتشفت .

## روابط خارجية
- NGC 4982 على موقع ويكي سكاي: DSS2, SDSS, GALEX, IRAS, Hydrogen α, X-Ray, Astrophoto, Sky Map, Articles and images